# Михаилидис, Яннис
Яннис Михаилидис (греч. Γιάννης Μιχαηλίδης; родился 18 февраля 2000, Яница, Греция) — греческий футболист, защитник греческого клуба ПАОК. Выступал за сборную Греции.

## Футбольная карьера
Яннис родился в греческом городе Яница из периферии Центральная Македония. Начинал заниматься футболом в команде из родного города. В 16 лет перешёл в академию ПАОКа. Начиная с сезона 2019/2020 тренируется с основной командой. В чемпионате Греции дебютировал 28 июня 2020 года в поединке против «Ариса», выйдя на замену на 90-й минуте вместо Лео Матоса. Спустя неделю в поединке против ОФИ забил свой первый мяч в профессиональном футболе, который позволил ПАОКу сравнять счёт и свести матч к ничьей 2:2. Всего в дебютном сезоне провёл семь матчей, забил один мяч. Сезон 2020/2021 начал игроком основы.
25 августа дебютировал на поле во втором квалификационном раунде Лиги Чемпионов, выйдя на встречу против «Бешикташа». Вместе с командой успешно дошёл до четвёртого, финального раунда, где по итогам двух встреч ПАОК уступил «Краснодару».
Выступал за юношеские сборные Греции. В августе 2020 года был вызван в основную сборную для подготовке к матчам Лиги Наций. 7 октября 2020 года дебютировал во взрослой сборной, выйдя на поле на замену вместо Димитриса Курбелиса в товарищеской встрече против сборной Австрии.

## Достижения
«ПАОК»
- Серебряный призёр Чемпионата Греции: 2019/2020